# Dimitra Asilian
Dimitra Asilian (griechisch Δήμητρα Ασιλιάν; * 10. Juli 1972 in Piräus) ist eine ehemalige griechische Wasserballspielerin.

## Karriere
Asilian begann im Alter von sechs Jahren mit dem Wasserballspielen bei Olympiakos SFP. Insgesamt war sie 29 Jahre im Verein aktiv, bis sie in der Saison 2006/07 ihre Karriere beendete. Asilian ist mit 703 Toren die Rekordtorschützin der griechischen Wasserballliga der Frauen.
1999 in Prato belegte sie mit der Griechischen Wasserballnationalmannschaft bei der Europameisterschaft den fünften Rang und erzielte im Laufe des Turniers acht Tore.
Ihr größter Erfolg war der Gewinn der Silbermedaille bei den Olympischen Sommerspielen 2004 in Athen.